# Ferocactus lindsayi
Ferocactus lindsayi är en kaktusväxtart som beskrevs av Bravo. Ferocactus lindsayi ingår i släktet Ferocactus och familjen kaktusväxter. Inga underarter finns listade i Catalogue of Life.

## Bildgalleri

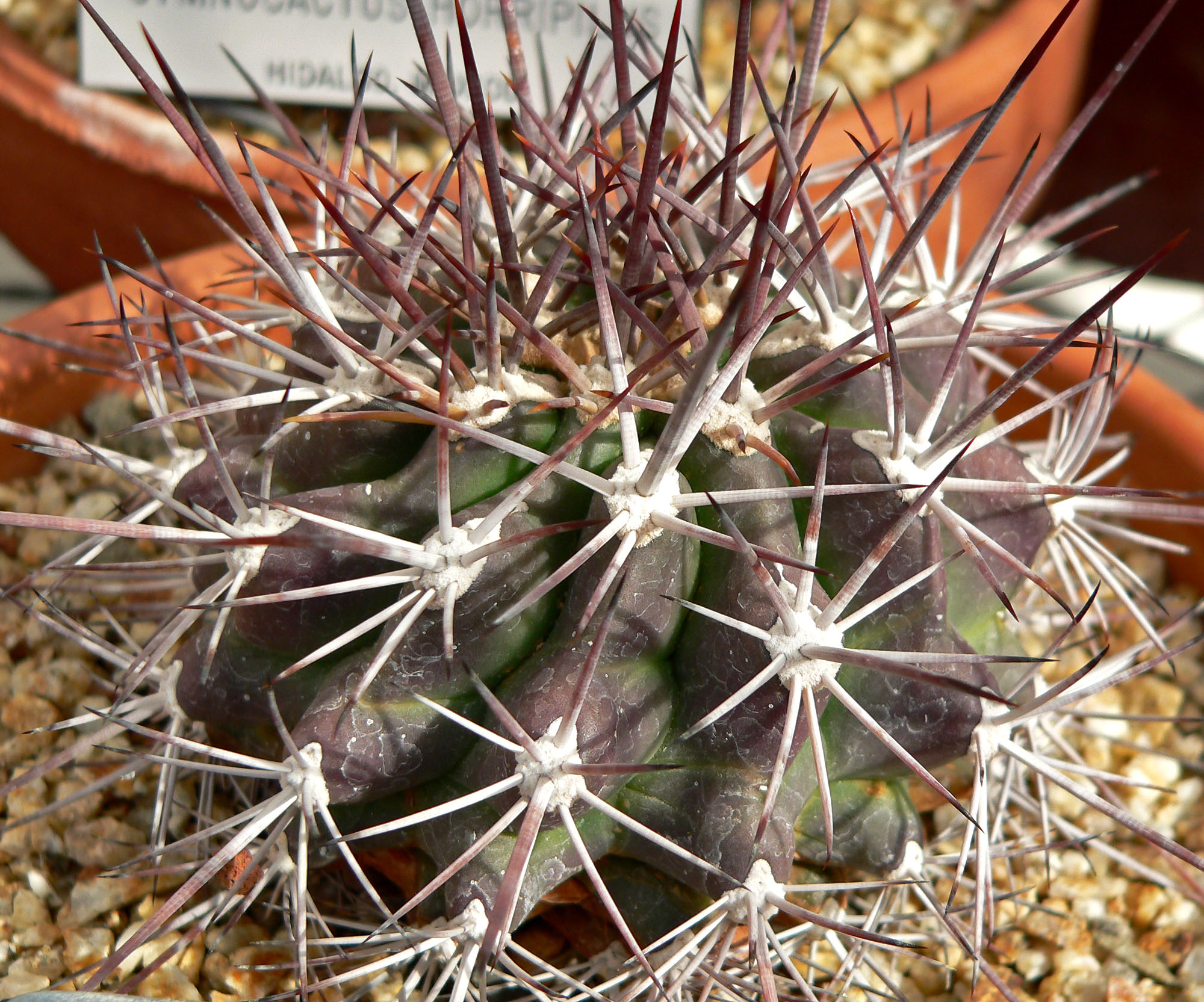